# Wasserschloss Freiling

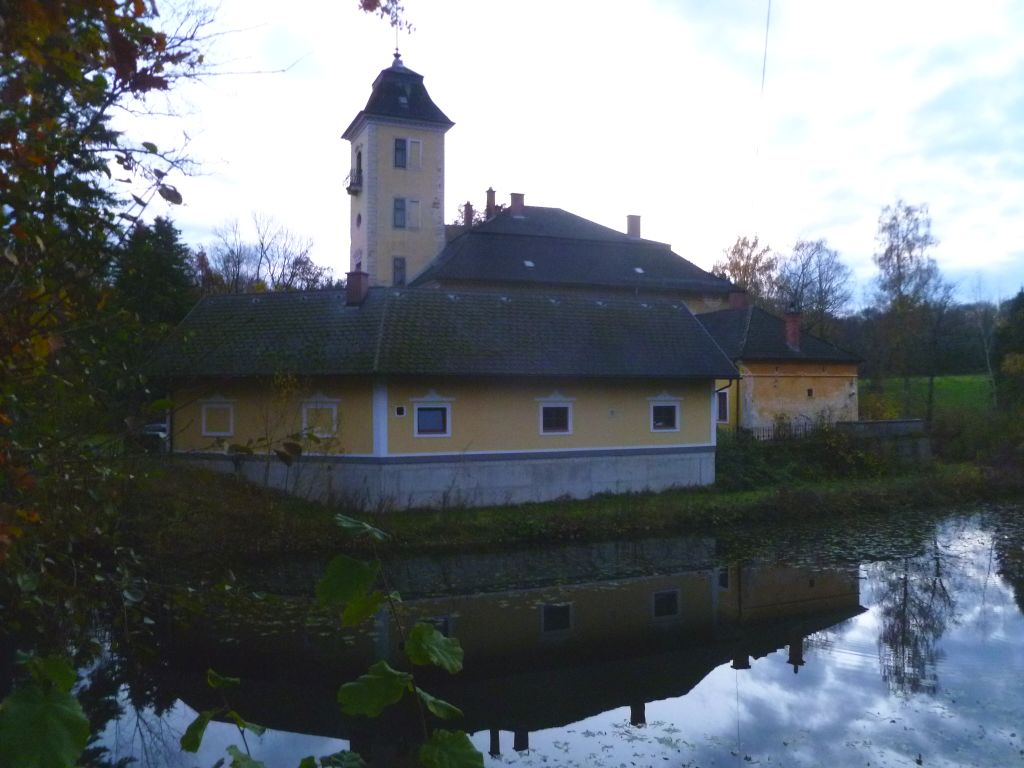
Schloss Freyling heute

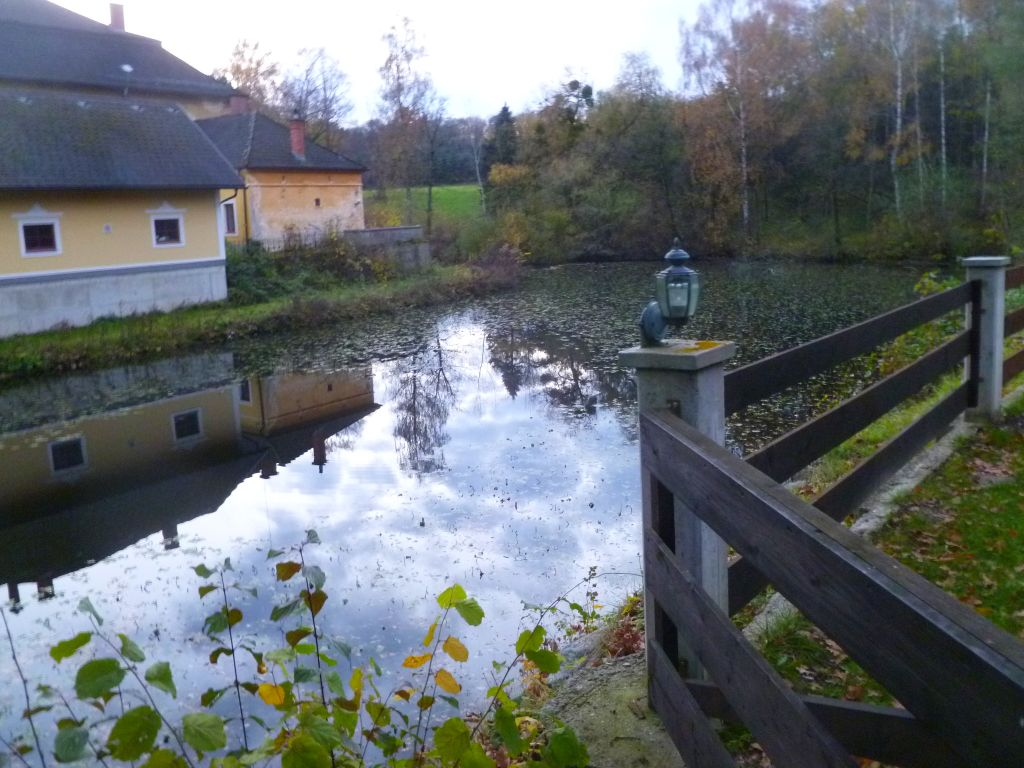
Teich beim Schloss Freiling

Das Wasserschloss Freiling ist ein Schloss im Ortsteil Freiling der oberösterreichischen Gemeinde Oftering, das 1170 erstmals in einer Urkunde des Stiftes Wilhering genannt wurde. Die Bauweise der im Mittelalter gegründeten Anlage geht auf die Herren von Perg und Machland zurück. Sie blieb lange Zeit im Lehnsbesitz des Geschlechts der Schifer, bevor sie 1669 an das Geschlecht der Kauthen überging und im Laufe der Zeit in ein vierflügeliges Wasserschloss umgebaut wurde. Von der einstigen mächtigen Wasserburg sind heute nur noch Reste erhalten. Die Schlossanlage liegt inmitten eines großzügigen Landschaftsparks. In früheren Zeiten umgaben mehrere Zier- und Nutzgärten sowie Wirtschaftsteiche das Anwesen, sie sind heute aber nur noch teilweise vorhanden.
Bekannt ist das Schloss für den Aufenthalt Franz von Lothringens, des späteren Gemahls Maria Theresias, der kurze Zeit auf Freiling weilte. Das Jahr seines Aufenthalts ist jedoch nicht bekannt. Zeitweilig wurde es als Irrenanstalt und als Landwirtschaftsschule genutzt. Es befindet sich heute in Privatbesitz und ist nicht öffentlich zugänglich. Sein Wirtschaftstrakt wird zum Teil von der Freiwilligen Feuerwehr Freiling genutzt.

## Lage
Westlich der Ortschaft Oftering liegt Freiling, heute Ortsteil der Gemeinde Oftering, 12 km nordöstlich von Wels. Der Ortsteil hat seinen Namen vom Schloss Frejling (heute Schloss Freiling) erhalten. Das Gebäude liegt mitten im Ortszentrum, ist jedoch durch den hohen und dichten Baumbestand rund um das Schloss nicht einsehbar. Ausschlaggebend für den Bau der einstigen Burganlage war die günstige Lage zwischen Wels und Linz.

## Geschichte
Nach dem Bau der Wasserburg durch die Herren von Perg und Machland wechselten die Besitzer des heutigen Schlosses durch Kauf, Tausch und Erbschaft häufig. Im Laufe seiner Geschichte diente das Schloss Freiling unterschiedlichen Zwecken, so im 19. Jahrhundert als Irrenanstalt und als Landwirtschaftsschule, vor dem Zweiten Weltkrieg als Truppenübungsplatz und um 1960 dem Amateur-Dipterologen Walter Peller als Standort für eine Fliegenkollektion. Seither wird die Schlossanlage fast ausschließlich zu privaten Wohnzwecken genutzt. Lediglich ein Teil des Wirtschaftstrakts wird von der Freiwilligen Feuerwehr Freiling benutzt.

### Geschichte bis zum Jahre 1669
Zusammen mit den Brüdern Ortlof und Ulrich von Vriling wird eine Wasserburg mit dem Namen Vrilingen das erste Mal 1170 in einer Urkunde des Stiftes Wilhering erwähnt.
1375 wurde das Anwesen von der Witwe des Dietrich Espan von Lichtenhaag, Margarethe Aspan von Hag, an Jans II. Schifer (auch: Schiffer oder Schiefer) und seine Hausfrau verkauft. Die Schifer, die noch zwei weitere Besitztümer hatten, wurden unter anderem durch die Stiftung des Schieferschen Spitals in Eferding im Jahre 1325 bekannt. Das Spital galt als das reichste Spitalstift mit dem größten Grundbesitz in der damaligen Zeit. Das Schloss Freiling, ein Lehen des Klosters Mondsee, blieb knapp 300 Jahre lang, bis 1669, im Lehnsbesitz des Geschlechtes der Schifer. Während der Bauernaufstände in Oberösterreich war der Inhaber des Schlosses, Dietmar Schifer, einer der Befehlshaber der Truppen, welche die Ordnung wiederherstellten. Weil die Schifer besonders streng gegen Bauern vorgegangen waren, setzten diese aus Rache das Schloss während des Oberösterreichischen Bauernkriegs in der Nacht zum 17. September 1626 in Brand.

### 17. bis 19. Jahrhundert
1669 verkaufte Georg Freiherr von Schifer den Besitz an den Hofkammerpräsidenten Georg Ludwig Graf Sinzendorf. Dieser tauschte das Gut noch im gleichen Jahr gegen die Herrschaften Peuerbach und Bruck ein, wodurch die Anlage in den Besitz des Grafen Georg Kauthen kam. Unter dem Geschlecht der Kauthen wurde sie wieder aufgebaut und verschönert. Die Eule im Wappen der Gemeinde Oftering erinnert noch heute an diese Schlossbesitzer, denn das Tier wurde aus dem Wappen der Kauthen übernommen.
Auf dem Erbweg gelangte Schloss Freiling 1768 in den Besitz von Franz Wenzel, Freiherr von Rumerskirch. Seine Familie wirtschaftete jedoch schlecht. Nach dem Tod des Barons Josef von Rumerskirch erbte sein Sohn Julius das Anwesen, der Freiling wirtschaftlich nicht mehr retten konnte. Julius warf das Wappen seiner Familie in den Schlossteich und verkaufte den Besitz 1860 an Georg Riedl. Die Gebäude standen anschließend leer, ehe sie 1862 durch die Linzer Irrenanstalt gepachtet wurden. Ausgangspunkt der neuen Nutzung waren Raumprobleme der Irrenanstalt im Prunner-Stift, die trotz dem Auszug der Gebäranstalt nicht gelöst werden konnten. Nach dem aus Kostengründen gescheiterten Versuch, das Schloss Hagen in Urfahr zu erwerben und als Irrenanstalt zu nutzen, wurde schließlich Schloss Freiling angemietet, um der Raumnot in Prunner-Stift zu begegnen. 40 Patienten wurden von dort nach Freiling verlegt. Gleichzeitig wurde die zunehmende Raumnot durch den Ankauf des Schlosses Gschwendt bei Neuhofen an der Krems, das heute noch Zweigstelle ist, weiter reduziert.
Die Anmietung war aber nur von kurzer Dauer. Bereits am 17. September 1862 mussten die Kranken wieder zurück nach Linz verlegt werden, denn das gesamte Gebäude war einem Brand zum Opfer gefallen, der im Jagdhaus gegenüber dem Schloss ausgebrochen war. Der Wiederaufbau in den nächsten Jahren verlief sehr schleppend und beschränkte sich auf jene Teile, die heute noch bestehen: den nördlichen Teil des einst vierflügeligen Schlosses sowie den Burgturm, der jedoch nur verkürzt wiederaufgebaut wurde. 1868 wurde die noch bestehende Villa zwischen den drei Teichen des Schlosses errichtet.
1869 erwarb der Schweizer Eduard Verdan das renovierungsbedürftige Schloss, danach wurde die Landesackerbauschule in den Maierhof von Freiling verlegt. Auch diese Nutzung war nur von kurzer Dauer, denn weil Schloss Freiling zu wenig Platz bot, übersiedelte die Landwirtschaftliche Berufs- und Fachschule 1876 nach Ritzlhof bei Berg, wo Unterrichtsräume, Übungsplätze und ein Internat geschaffen wurden. Das Schloss, das im gleichen Jahr von Alfred Prieser erworben wurde, stand wieder leer.

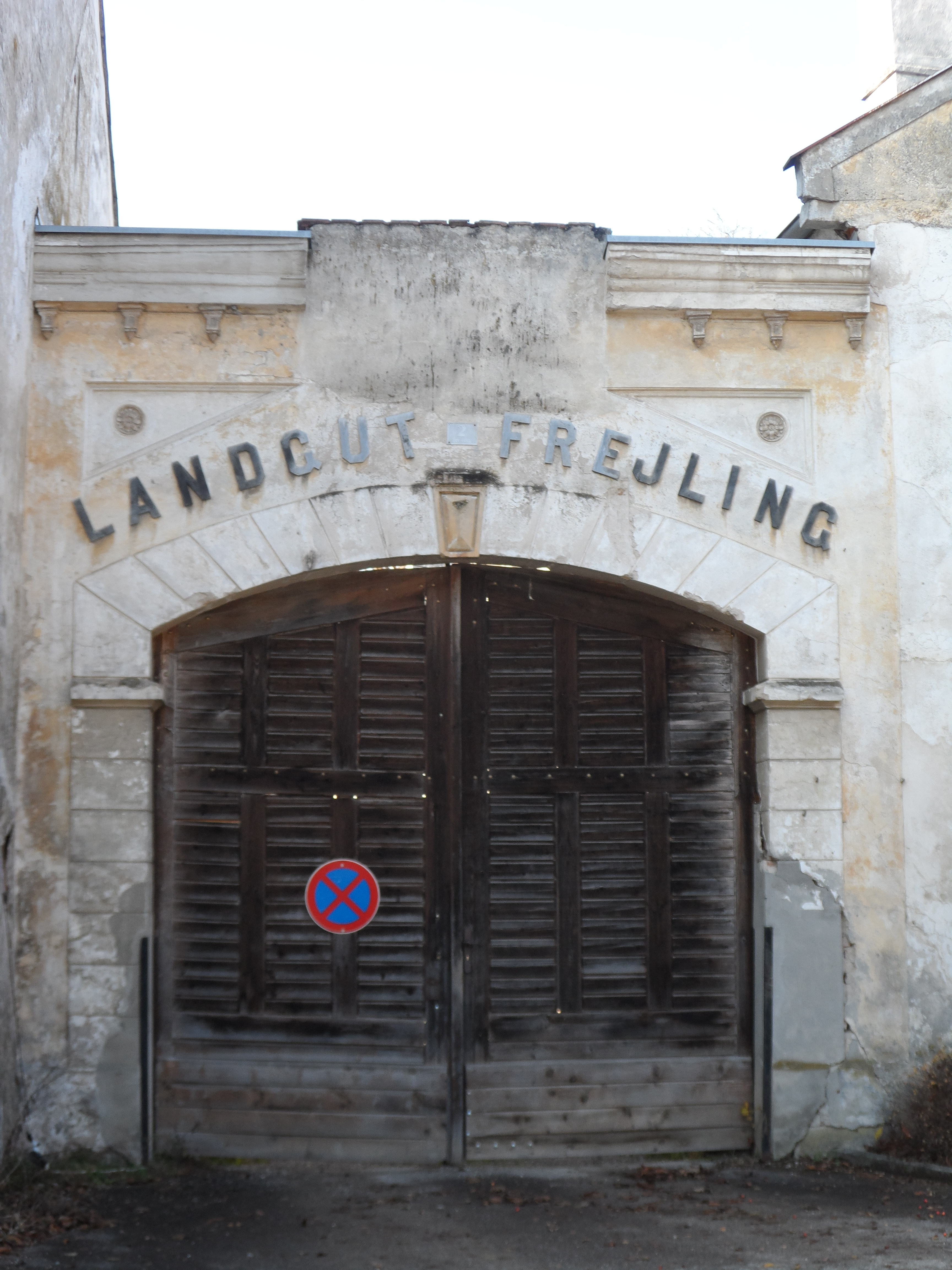
Eingang zum Meierhof Freiling

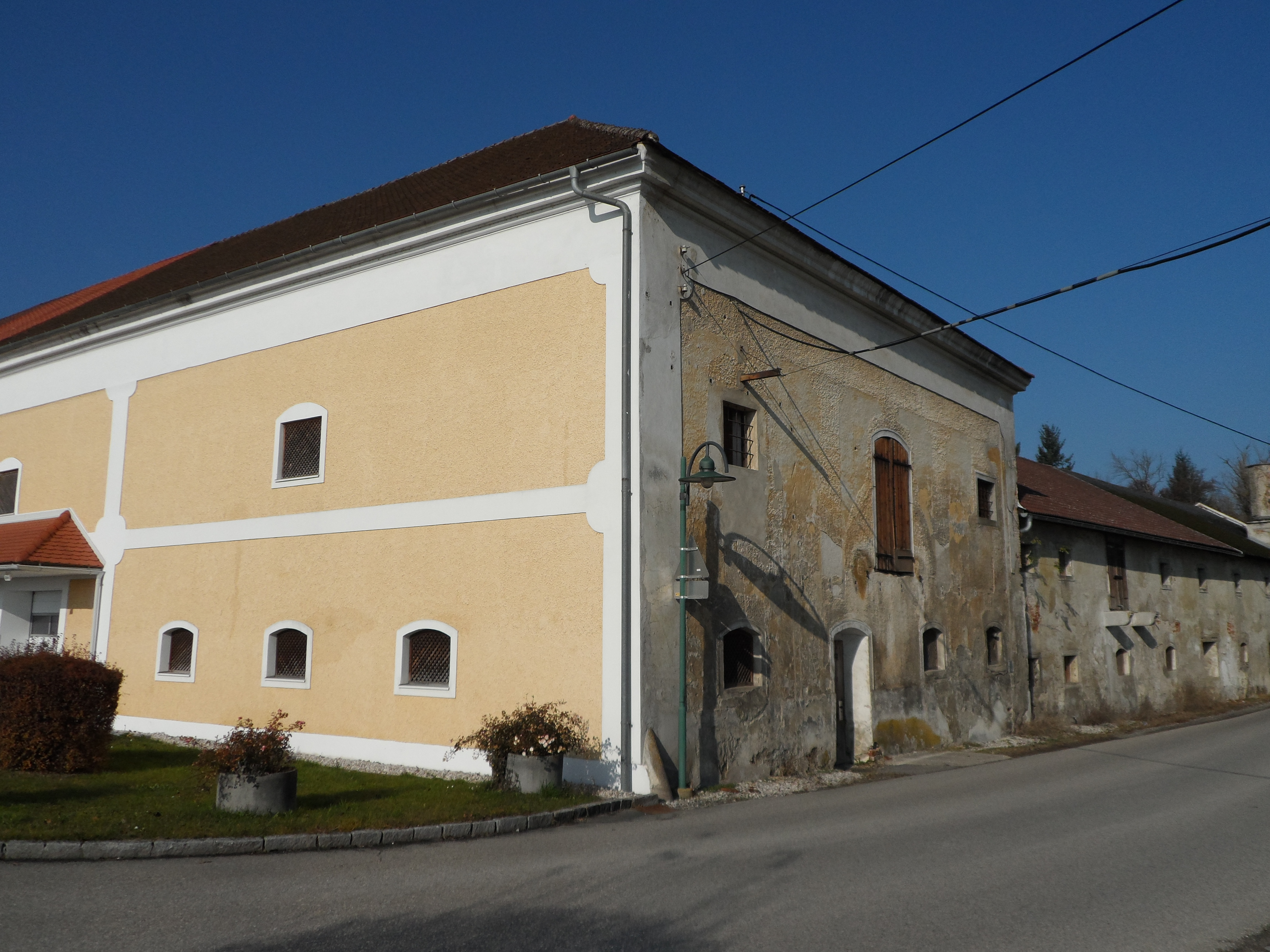
Teilweise renovierter Meierhof Freiling

### Neuere Geschichte
1899 erwarb Major Josef Peller das Anwesen sowie die dazugehörigen landwirtschaftlichen Flächen. Er forstete große Teile davon mit Fichte auf, um sie besser als Niederwildjagd nutzen zu können. Im Schloss fanden mehrere Konzerte der ortsansässigen Sängerrunde sowie des Gesangsvereins statt, sodass es zum Kulturmittelpunkt des Ortes wurde. Der ehemalige k.u.k. Major Peller bewohnte ein Nebengebäude des Schlosses und war Kommandant der örtlichen Heimwehr. Er bestand darauf, dass Übungen und Feste der Heimwehr im Schlosspark durchgeführt wurden.
Josef Peller vererbte die Anlage seinem Sohn Walter, der nach dem Zweiten Weltkrieg der einzige in Österreich aktive Amateur-Dipterologe war. Er baute eine große Fliegensammlung auf, die anfangs nur wenigen Zeitgenossen bekannt war. Erst 1959 wurde sie erstmals in der Fachliteratur erwähnt. Nach seinem Tod 1969 stiftete seine Witwe die Sammlung dem Naturhistorischen Museum des Benediktinerstiftes Admont, wo sie sich in einem besonderen Kabinett befindet. Der Erhaltungszustand der Kollektion ist sehr gut und nimmt am internationalen Leihverkehr teil. Seine Tochter Ulrike, verheiratete Pichler, übernahm das Schloss.

### Heutige Nutzung
Gegenwärtig befindet sich Schloss Freiling im Privatbesitz von Andreas Pichler und ist – vom Innenhof des Wirtschaftstraktes abgesehen – nicht öffentlich zugänglich. Von der Straße kann lediglich der teilweise renovierte Wirtschaftstrakt eingesehen werden. Die Schlossbesitzer der vergangenen Jahre erteilten für besondere Anlässe Genehmigungen, die Anlage zu besuchen, so 1965 bei der Feier des 60-jährigen Priesterjubiläums von Konsistorialrat Pfarrer Michael Furtner und bei einem damit in Verbindung stehenden Schulwandertag. In einem Teil des Wirtschaftstraktes ist die Freiwillige Feuerwehr Freiling beheimatet, die von 2003 bis 2007 in ihren Räumlichkeiten und dem Innenhof des Wirtschaftstrakts das Moarhoffest veranstaltete. Der Hof dient in der Vorweihnachtszeit zudem zum Verkauf von Christbäumen. Die übrigen Gebäude der Schlossanlage werden ausschließlich privat zu Wohnzwecken genutzt.

## Beschreibung

### Architektur

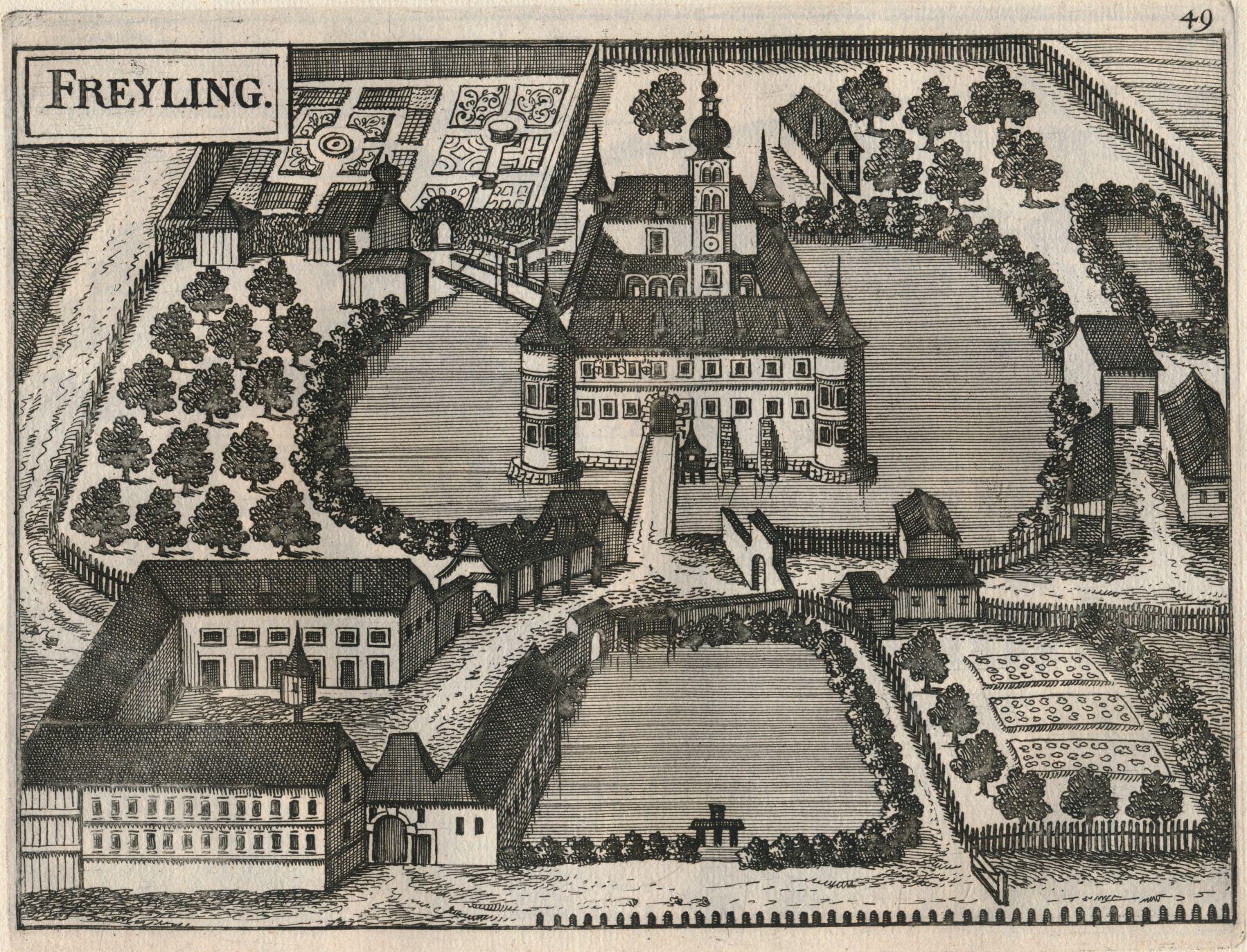
Wasserschloss Freiling auf einem Stich von Georg Matthäus Vischer von 1674

Der Bau der ehemaligen Wasserburg geht auf die Herren von Perg und Machland zurück. Die Mitglieder dieser Familie nannten sich unter anderem „Herren von Ofthering“. In ihrem Einflussbereich befanden sich mehrere von ihnen errichtete Burgen.
Die um das Mittelalter gegründete Wasserburg wurde im Laufe der Zeit zu einem Wasserschloss verändert. Heute sind nur noch Reste der einstigen mächtigen Wasserburg und des veränderten Schlosses übrig. Die Wasserburg lag inmitten eines Teichs auf einer Insel und war mit dem Ufer durch mehrere Holzbrücken verbunden. Zum Haupteingang der Burganlage gelangte man über ein zwei Meter breites und drei Meter hohes gotisches Tor. Ein Nebeneingang an der Rückseite der Burg war durch eine kleinere Holzbrücke mit dem Ufer verbunden. Außerhalb des Wassergrabens befanden sich die Wohn- und Wirtschaftsgebäude mit dem Meierhof sowie Gärten und Holzbestände.
Früher war die Burg eine Vierflügelanlage, deren Ecken von Rundtürmen mit spitzen Kegeldächern besetzt waren. An die Türme erinnern nur zwei im Teich vorspringende Estraden sowie ein Turmstumpf an der rechten Seite des heutigen Wohntrakts. Das Sockelgeschoß eines einstigen Eckturms wurde in eine Aussichtsplattform mit Eisengitter umgestaltet.
Die durch einen Brand großteils zerstörten Vorder- und Seitenflügel des Schlosses wurden im 19. Jahrhundert gänzlich abgetragen, sodass nur noch der hintere, nördliche Trakt mit dem charakteristischen hohen Turm besteht. Der verkürzte Turm ist fünfgeschoßig und trägt ein einfaches gebrochenes Mansardwalmdach. Trotz seiner Renovierung nach dem Feuer deuten Details noch auf das hohe Alter des Turms hin, so sind Kragsteine sichtbar, die im obersten Stock des Turmes einen mit Korbbogengitter verzierten Balkon tragen. Die einstigen Lichtschlitze im Turm wurden zugemauert. Ein Fenster im vierten Stock wurde durch ein Ochsenauge ersetzt, in das eine Uhr eingebaut wurde. Unter den Fenstern der heutigen Eingangsfront befinden sich noch Stuckarbeiten.
Unter dem Besitzer Johan Constantin von Kauth entstand 1710 eine Immaculata-Statue aus Granit. Sie trägt am Sockel die Jahreszahl 1710 und die Initialen von Johann Constantin von Kauth, J.C.V.K. In einem kleinen Springbrunnenbecken befindet sich eine Putte samt Gans aus Metallguss aus dem späteren 19. Jahrhundert. Aus gleicher Zeit stammt das noch erhaltene achteckige, offene Eisensalettl.
Zur Residenz Freiling gehörten neben dem Wasserschloss noch weitere Gebäude, die im Laufe der Zeit entweder abgetragen wurden, niederbrannten oder einer anderen Verwendung zugeführt wurden, darunter das Jagdhaus, das östlich des Schlosses lag und abgebrannt ist, sowie nördlich außerhalb des Wassergrabens, die Unterkunft der Bediensteten, die ebenfalls nicht mehr vorhanden ist. Das südliche Eingangsportal zur damaligen Wasserburg bildete ein heute noch bestehender Eingang in den Innenhof der teilrenovierten Wirtschaftsgebäude. Der Schriftzug „Landgut Frejling“ über dem Durchgang ist noch zu sehen. Ein Hinweis auf die ehemalige Wasserburg ist der noch teilweise vorhandene Wassergraben rund um das Schloss.

### Gärten und Park

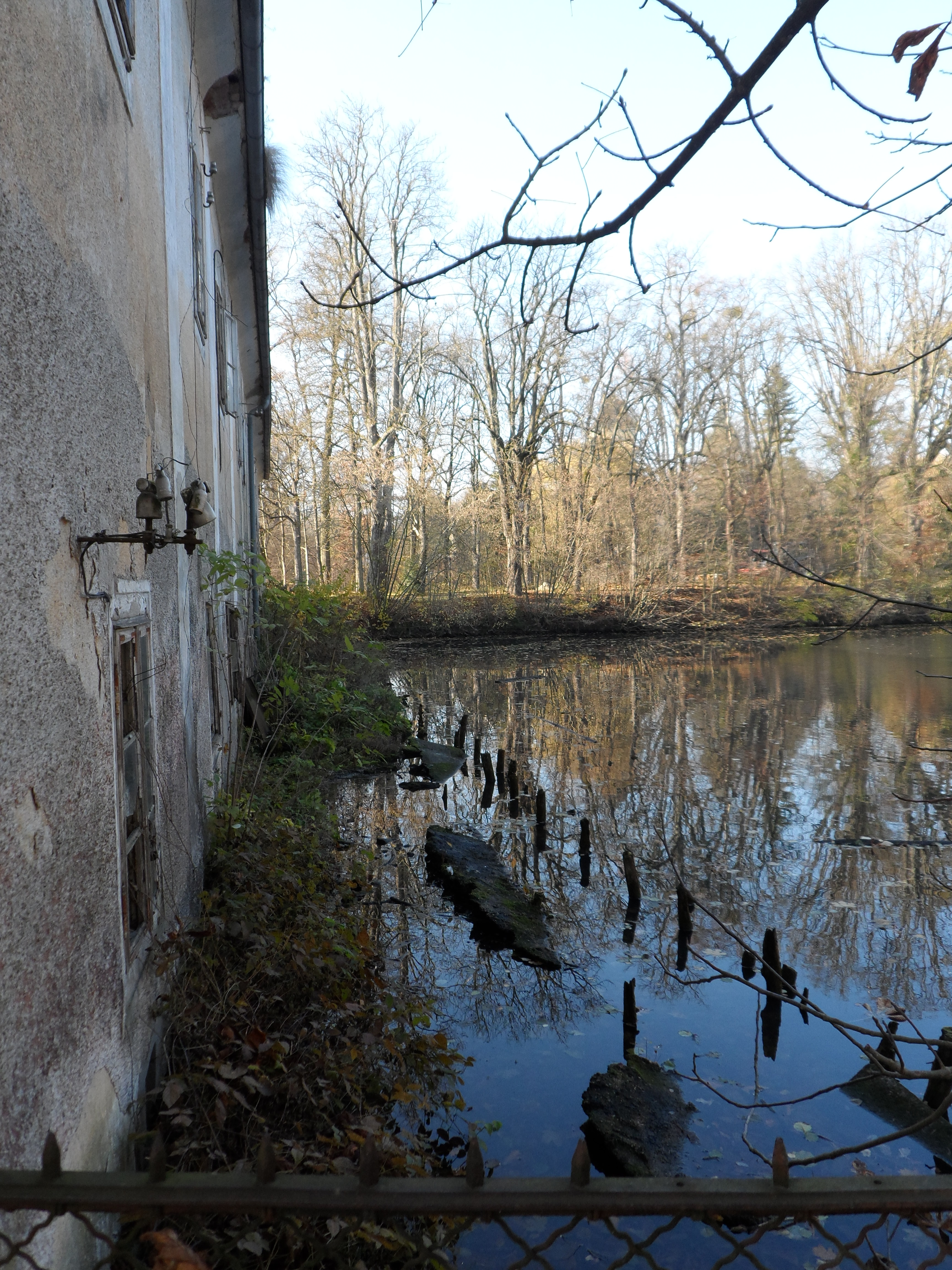
Ein Wirtschaftsteich des Wasserschlosses Freiling

Das Schloss liegt in einem großzügigen Landschaftspark, der heute großteils als Garten genutzt und zu einem kleinen Teil landwirtschaftlich bewirtschaftet wird. Zur Schlossanlage gehörten früher mehrere Nutzgärten und Wirtschaftsteiche. Nordwestlich lag ein Ziergarten, der durch eine Holzbrücke über den Wassergraben mit dem Schloss verbunden war. Ein kleiner Wirtschaftsteich existiert heute noch östlich des Schlosses, ein weiterer, großer Wirtschaftsteich liegt südlich davon. Westlich des Schlosses, zwischen Ziergärten und den Wirtschaftsgebäuden, sind noch alte Gehölzbestände vorhanden.
Für die Ziergärten wurde ein künstlicher Wasserlauf angelegt. Den erhalten gebliebenen Wehrgraben rund um das Schloss zieren Seerosen. Zum großen Baumbestand rund um die Schlossanlage gehören Roteichen, Platanen, Perückensträucher, Buchsbäume und Küstentannen.

## Schloss Freiling in der Literatur
Das Schloss Freiling war Aufenthaltsort bekannter Persönlichkeiten und wurde verschiedentlich in der Literatur erwähnt, beispielsweise in Adalbert Stifters Werk Witiko. Auch der Minnesänger Heinrich von Ofterdingen, der als möglicher Dichter des Nibelungenliedes genannt wird, erwähnte das Schloss bereits.

### Adalbert Stifter – Witiko
Adalbert Stifter erzählt in seinem Monumentalwerk Witiko von Heinrich von Ofterdingen, einem nach der Ortschaft Oftering benannten Minnesänger.

„Der ist Heinrich von Oftering, der Sohn des alten Heinrichs von Oftering, der in der Burg Oftering neben dem Kürenberge sizt, [denke]“ sagte der Ritter, „denke nur an das Büblein mit den gar so blonden Haaren und den rothen Wänglein, die sich immer schämten, wenn wir dem [alten] Bischofe Regimar die Waffen nachtrugen.“ „Ich denke seiner,“ antwortete Witiko. „Die Burg in Oftering ist ihm zu stille geworden, und er ist in das schöne Wien gezogen.“

### Heinrich von Hag/Ofterdingen
Die Burg in Oftering und die Ortschaft Oftering sind laut Georg Dattenböck Bestandteil des Nibelungenliedes. Nach seiner These hat der historisch umstrittene Österreicher Heinrich von Hag/Ofterdingen das Heldenepos verfasst. Bei Ofterdingen handle es sich um die heutige Ortschaft Oftering, und der Verfasser des Nibelungenliedes habe den Ort Oftering und die Wasserburg in sein Werk aufgenommen.